# Bridge of Brown

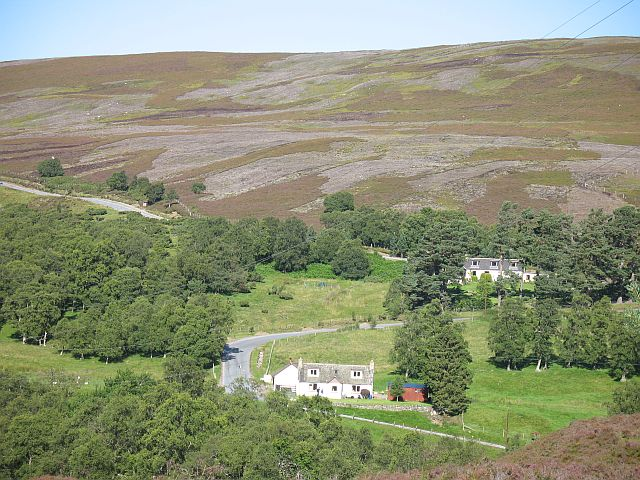
Blick auf den Ort

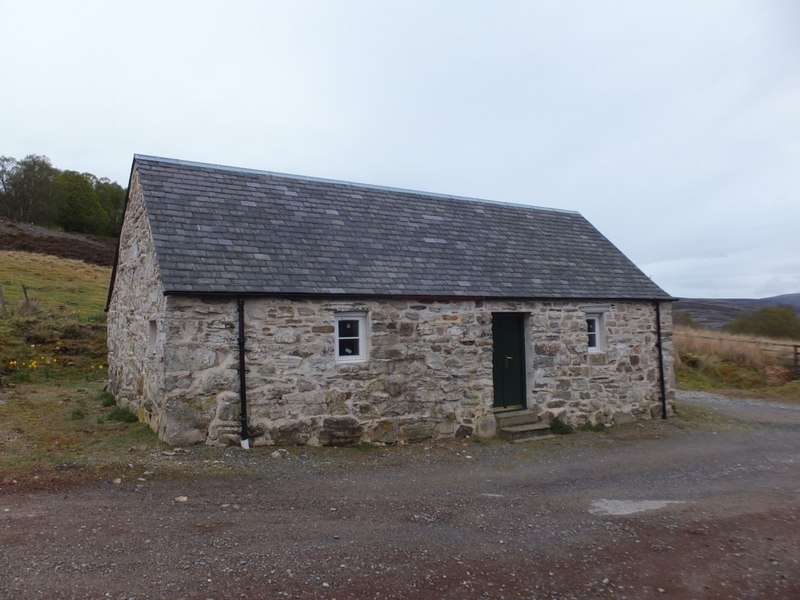
Haus in Bridge of Brown

Bridge of Brown ist eine kleine Ortschaft, die im Norden von Schottland in der Region Highland im Grenzbereich zu Moray liegt. Die nächsten größeren Städte sind Inverness im Nordwesten und Aberdeen im Osten. Im Rahmen der historischen Gliederung Schottlands in Civil Parishes zählt es zu Abernethy and Kincardine, das zu Inverness-shire gehörte.

## Geographie
Bridge of Brown liegt im Norden der Cairngorms im Tal Glen Brown, das durch den Fluss Burn of Brown gebildet wird. Die Umgebung ist aüßerst dünn besiedelt und durch verstreut gelegene landwirtschaftliche Höfe geprägt. Für die Kinder von dessen Bewohnern gab es früher eine Schule in Bridge of Brown.

## Historische Entwicklung
Bridge of Brown entstand im Rahmen des Baus einer Militärstraße. für die prinzipiell George Wade verantwortlich war. Diesen Teil hier organisierte William Caulfeild. Er ließ um 1754 eine Brücke bauen, die später durch einen Neubau ersetzt wurde. Aus der Straße ging die heutige A939 hervor. Ort und Brücke liegen in ihrem Abschnitt zwischen Grantown-on-Spey und Tomintoul.